# Biiloco
Biiloco ist eine osttimoresische Aldeia im Suco Acubilitoho (Verwaltungsamt Lequidoe, Gemeinde Aileu). 2015 lebten in der Aldeia 370 Menschen.

## Geographie und Einrichtungen
Die Aldeia Biiloco bildet den Westen des Sucos Acubilitoho. Nordöstlich liegt die Aldeia Hautoho. Im Süden und Osten grenzt Biiloco an den Suco Betulau, im Norden an den Suco Namolesso, im Westen an den Suco Manucassa und im Südwesten an das Verwaltungsamt Aileu mit dem Suco Lausi. Entlang der Südgrenze fließt der Manufonihun, der später Manufonibun heißt. Der Fluss gehört zum System des Nördlichen Laclós.
In einer Flussschleife liegen die Orte Biloco und Builoko. Im Süden von Biloco befindet sich eine Kapelle. Außerdem gibt es im Ort eine Grundschule. Weitere kleine Siedlungen und einzelne Häuser verteilen sich in der Aldeia.